# Tavoris Cloud
Tavoris Karod Cloud (født 10. januar 1982 i Tallahassee, Florida i USA) er en amerikansk professionel bokser, der var IBF letsværvægtmester fra 2009 til 2013.
Han har bemærkelsesværdige sejre mod Julio César González, Clinton Woods, Glen Johnson, Fulgencio Zúñiga, Yusaf Mack og Gabriel Campillo. Hans 3 nederlag var mod de store navne Bernard Hopkins, Adonis Stevenson og Artur Beterbiev.